# Почепская культура
Почепская культура — археологическая культура железного века либо, согласно иной трактовке, одна из локальных групп позднезарубинецких памятников. В этом случае ранние этапы существования почепской культуры относят к финалу юхновской. Выделена советским археологом А. К. Амброзом в 1960-х годах.
Сформировалась в I веке нашей эры из синтеза элементов юхновской и зарубинецкой культур в результате переселения в Подесенье потомков зарубинецких племён из Среднего Поднепровья. Верхняя хронологическая граница почепской культуры не определена.
Часть носителей почепской культуры растворилась в составе деснинского варианта киевской культуры. Восточные почепцы (вероятно, под натиском сарматов) сместились на север, в район верхнеокской культуры, где при их смешении возникла мощинская культура. В. Н. Топоров видит в носителях почепской и мощинской культур предков голяди.